# Roodkeelamazone
De roodkeelamazone (Amazona arausiaca) is een amazonepapegaai uit de familie Psittacidae (papegaaien van Afrika en de Nieuwe Wereld). De wetenschappelijke naam van de soort werd als Psittacus arausiacus in 1776 gepubliceerd door Philipp Ludwig Statius Müller. Het is een door habitatverlies kwetsbaar geworden vogelsoort die alleen voorkomt op het Caraïbische eiland Dominica.

## Kenmerken
De vogel is 40 centimeter lang en fel gekleurd, overwegend groen. Rondom het oog en op de kruin heeft de vogel blauwtinten. De keel is gewoonlijk rood, maar soms ontbreekt dit kenmerk. Rond het oog is de naakte huid wit. In vlucht is een roodgele spiegel op de vleugel te zien en de handpennen hebben een donker uiteinde.

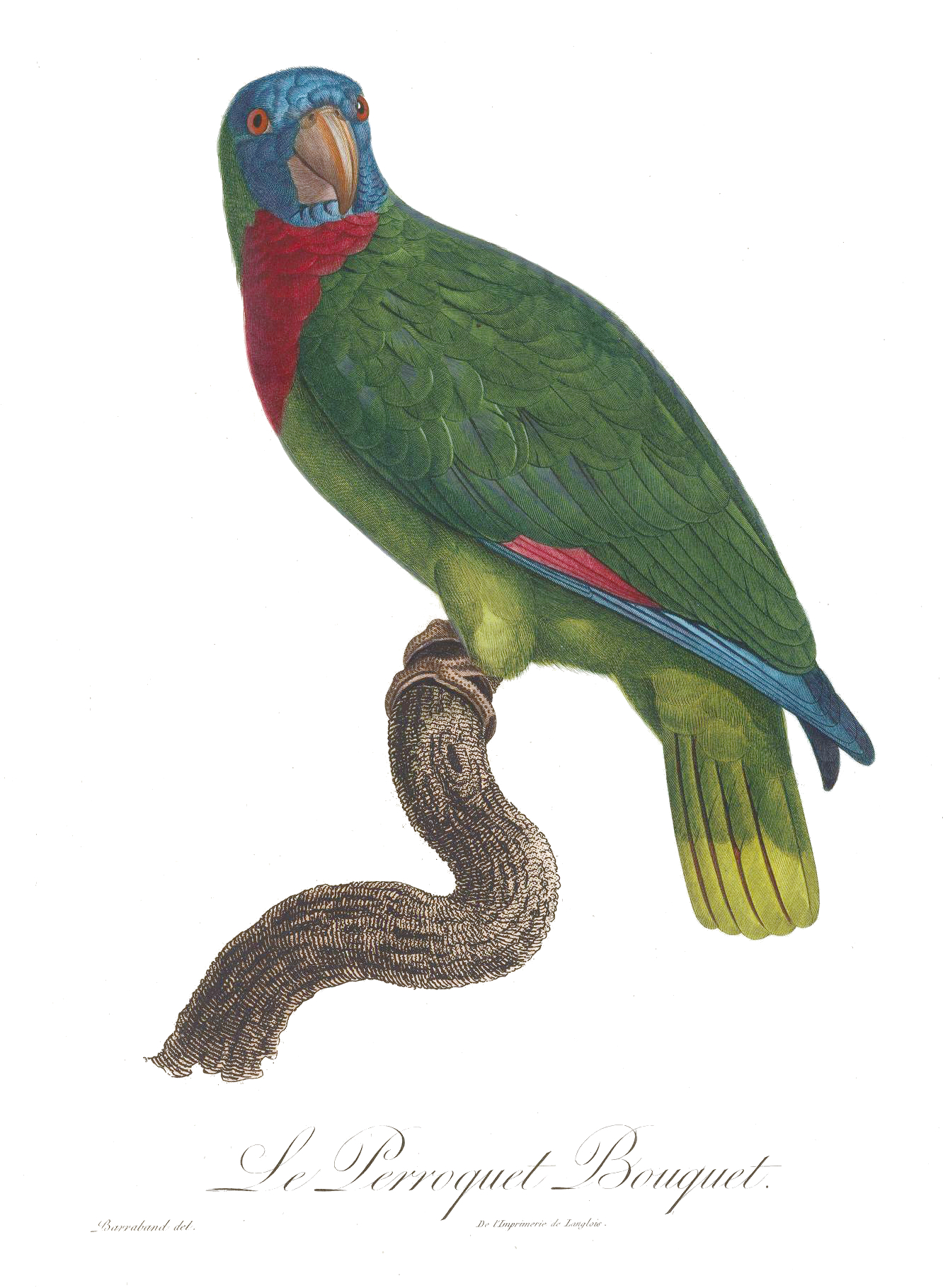
afbeelding uit 1801

## Verspreiding en leefgebied
Deze soort is endemisch op Dominica. De leefgebieden van deze vogel liggen in het tropisch regenwoud van zeeniveau tot hoogten van 800 meter en soms daarboven, tot 1200 meter. Er is een toenemend aantal waarnemingen in cultuurland, waar de vogels in fruitbomen (passievrucht, mango en citrusbomen) worden gezien.

## Status
De roodkeelamazone heeft een beperkt verspreidingsgebied en daardoor is de kans op uitsterven aanwezig. De grootte van de populatie werd in 2016 door BirdLife International geschat op 840 tot duizend volwassen individuen. De aantallen nemen na jaren weer toe, omdat de vogel zich aanpast aan het leven in fruitbomen, waarbij hij wel in conflict komt met boeren. Habitatverlies door ontbossing en verwoestende tropische stormen blijven een gevaar voor de soort. Om deze redenen staat deze soort als kwetsbaar op de Rode Lijst van de IUCN.
Er gelden beperkingen voor de handel in deze papegaai, want de soort staat in de Bijlage I van het CITES-verdrag.